# Muanda
Muanda este un oraș din Republica Democrată Congo.